# Paraschiv Vasilescu
Paraschiv Vasilescu (n. 14 martie 1864 - d. 1925, București) a fost unul dintre generalii Armatei României din Primul Război Mondial. 
În perioada 3 martie 1904 - 1 aprilie 1905 maiorul Paraschiv Vasilescu a fost comandantul Corpului Grănicerilor.
A îndeplinit funcții de comandant de divizie, în campaniile anilor 1916, 1917, și 1918.
A fost decorat cu Ordinul „Mihai Viteazul”, clasa III, pentru modul cum a condus Divizia 14 Infanterie în luptele din campania din 1916, fiind unul dintre primii generali decorați cu acest ordin (al doilea decret pentru generali, împreună cu generalul Eremia Grigorescu).
„Pentru destoinicia cu care a condus trupele de sub comanda sa, deschizând defileul de la Toplița cu minimum de pierderi, dând rezultate prea frumoase.”
Înalt Decret no. 3055 din 27 octombrie 1916:p. 61
După război, generalul Paraschiv Vasilescu a ocupat o serie de poziții importante în armată, cum ar fi acelea de comandant de corp de armată sau Inspector General al Armatei.

## Cariera militară
După absolvirea școlii militare de ofițeri cu gradul de sublocotenent, Paraschiv Vasilescu a ocupat diferite poziții în cadrul unităților de infanterie sau în eșaloanele superioare ale armatei , cele mai importante fiind cele de comandant al Regimentului 3 Infanterie sau al Corpului 4 Teritorial.
În perioada Primului Război Mondial, îndeplinit funcțiile de comandant al Diviziei 14 Infanterie în perioada 14/27 august - 20 octombrie/2 noiembrie 1916 și Armatei 1, în perioada 21 octombrie/3 noiembrie - 11/24 noiembrie 1916. Începând cu luna ianuarie 1917 a îndeplinit funcția de sub-șef al Marelui Cartier General. 

## Decorații
- Ordinul „Steaua României”, în grad de ofițer (1912)
- Ordinul „Coroana României”, în grad de ofițer (1906)
- Medalia „Avântul Țării”, (1914)[2]:p. 431
- Ordinul „Mihai Viteazul”, clasa III, 27 octombrie 1916[5]:p. 61